# Грім (бронепоїзд)
Бронепотяг «Грім» — панцерний потяг збройних сил УНР. 

## Історія
Входив до складу Північної групи Дієвої Армії УНР. 24 березня 1919 року бронепотяг «Грім» брав участь у боях за Бердичів. 
Від 8 квітня 1919 року бронепотяг «Грім» у складі 1-го панцирного дивізіону Північної групи Дієвої Армії УНР, яка діяла на північному (сарненському) напрямі.
Наприкінці травня 1919 року броньові частини Дієвої армії зазнали істотних втрат. 
27 травня під час відступу корпусу Січових Стрільців зі Здолбунова довелось знищити п'ять панцирних потягів («Агатон», «Партизан», «Сагайдачний», «Дорошенко», «Грім»).